# Grigore Caramalac
Grigore Caramalac n. 21 martie 1965, Taraclia, URSS), cunoscut sub pseudonimul Grișa Bulgarul, este un controversat om de afaceri moldovean și rus, pfecum și o figură notorie în lumea interlopă din Republica Moldova, având legături strânse cu cercuri politice și de afaceri din Rusia.

## Biografie
Caramalac s-a născut la 21 martie 1965 în orașul Taraclia, RSS Moldovenească, fiind de etnie bulgară. Este maestru al sportului în lupte libere și deține cetățenia atât a Republicii Moldova, cât și a Federației Ruse.

## Carieră și activități
În anii '90, Caramalac a condus o grupare criminală implicată în diverse activități ilegale, precum omoruri, jafuri, răpiri de persoane, șantaj și banditism. În 1998 a fost dat în urmărire internațională prin Interpol și s-a stabilit în Rusia. În anul 2008, președintele rus Dmitri Medvedev i-a acordat cetățenia rusă.
Stabilit în Rusia de peste două decenii, Caramalac a devenit președintele Fondului Internațional de Asistență pentru Veterani și Sporturi cu Handicap (IFAVIS) și vicepreședinte al Federației de Lupte din Rusia. De asemenea, este asistentul deputatului Dumei de Stat, Alexandr Brîskin, ales pe lista partidului "Rusia Unită". 

## Afilieri politice
La începutul anilor '90, Caramalac era considerat un apropiat al lui Petru Lucinschi.
Caramalac este un susținător fervent al președintelui rus Vladimir Putin și al politicilor promovate de acesta. După invazia Rusiei în Ucraina, a organizat diverse activități "sportiv-patriotice" în teritoriile ocupate de ruși, promovând valorile Kremlinului. Din acest motiv, în 2023, a fost sancționat de Uniunea Europeană.
În trecut a declarat că a finanțat campania electorală a Partidului Comuniștilor din Republica Moldova (PCRM) în 2001, oferind personal 500.000 de dolari pentru organizarea campaniei.
Conform ziarului Evenimentul Zilei, Caramalac ar fi susținut financiar campania din 2024 a candidatului PSRM la prezidențiale, Alexandr Stoianoglo. Liderul grupării lui Caramalac din Moldova ar fi Maxim Moroșan, fost candidat PSRM la primăria municipiului Bălți în 2023.

## Critici și controverse
De-a lungul anilor, Caramalac a fost implicat în numeroase controverse. În 2017, autoritățile moldovene au anunțat că acesta ar fi orchestrat o tentativă de asasinare a oligarhului Vladimir Plahotniuc. De asemenea, a fost reținut la Moscova în 2010 și 2021, însă a fost eliberat ulterior.
În ciuda acuzațiilor și a mandatelor de arestare emise pe numele său, Caramalac a reușit să evite extrădarea în Republica Moldova, beneficiind de protecția cetățeniei ruse și de relațiile sale influente din Rusia.
Se zvonește că ar fi de mai mulți ani în slujba FSB.
Activitățile sale filantropice și implicarea în sport au fost adesea criticate ca fiind modalități de a-și spăla imaginea și de a-și extinde influența atât în Rusia, cât și în Republica Moldova. 